# بيل آموس
بيل آموس (بالإنجليزية: Bill Amos)‏ هو لاعب كرة قدم أمريكية أمريكي، ولد في 6 يوليو 1898 في Graysville, Pennsylvania ‏ في الولايات المتحدة، وتوفي في 26 أبريل 1987 في واشنطن في الولايات المتحدة.